# Geert Nentjes
Geert Nentjes (Urk, 4 september 1998) is een Nederlands darter. Zijn bijnaam luidt The Spear, een bijnaam die hij heeft uitgekozen uit inzendingen van het publiek, tijdens een uitzending van RTL7 Darts van het WK 2020. Tot die tijd luidde zijn bijnaam De Zoet, een bijnaam die hij al sinds zijn geboorte droeg.

## Carrière
Nentjes deed eind 2018 voor het eerst mee aan het wereldkampioenschap darts en verloor daar in de eerste ronde met 3-0 van Nathan Aspinall. Eerder dat jaar deed hij mee aan het WK voor jongeren, het PDC World Youth Championship, waar hij de kwartfinale haalde. Eind 2019 deed Nentjes weer mee aan het WK, maar daar verloor hij weer in de eerste ronde, deze keer van Kim Huybrechts.

## Resultaten op Wereldkampioenschappen

### PDC
- 2019: Laatste 96 (verloren van Nathan Aspinall met 0-3)
- 2020: Laatste 96 (verloren van Kim Huybrechts met 2-3)
- 2023: Laatste 96 (verloren van Leonard Gates met 1-3)

### PDC World Youth Championship
- 2017: Laatste 32 (verloren van Scott Dale met 2-6)
- 2018: Kwartfinale (verloren van Martin Schindler met 0-6)
- 2019: Laatste 32 (verloren van Justin van Tergouw met 2-6)
- 2020: Groepsfase (gewonnen van Marcus Tommaso Brambati met 5-3, verloren van Man Lok Leung met 3-5)
- 2021: Halve finale (verloren van Nathan Rafferty met 3-5)
- 2022: Halve finale (verloren van Josh Rock met 1-6)